# Thomas Fekete
Thomas Lukas Fraga Fekete (* 19. September 1995 in Bern) ist ein schweizerisch-brasilianischer Fussballspieler, der auf diversen Positionen eingesetzt wird.

## Karriere
Seine Anfänge hatte Fekete beim FC Schwarzenburg, wo er bis 2006 spielte. Danach wechselte er in die Juniorenabteilung des BSC Young Boys. In der Saison 2013/14 kam er zu seinem Debüt in der Super League, als er am 29. September 2013 bei der 0:1-Heimniederlage gegen den FC Zürich in der 46. Minute für Christoph Spycher eingewechselt wurde. Zur Rückrunde der Saison 2014/15 wurde Fekete zuerst für ein halbes Jahr an den FC Biel-Bienne ausgeliehen und später an den FC Vaduz. Bereits in seinem zweiten Meisterschaftsspiel für den FC Vaduz im Oktober 2015 gegen den FC Thun zog er sich einen Kreuzband- und Seitenbandriss am linken Fuss zu, welche ihn für einige Monate ausser Gefecht setzten.

## Titel und Erfolge
FC Vaduz
- Liechtensteiner Cupsieger: 2016